# Michael Schwab (Gewerkschafter)

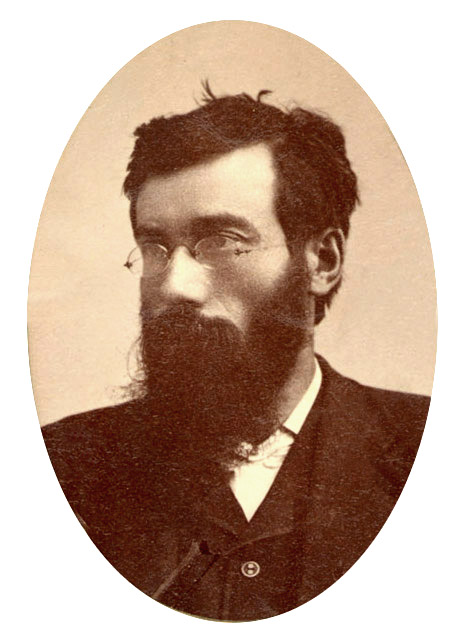
Michael Schwab (1886)

Michael Schwab (* 9. August 1853 in Kissingen, Königreich Bayern; † 29. Juni 1898 in Chicago, USA) war ein deutsch-amerikanischer Gewerkschafter und einer der Angeklagten im Haymarket-Square-Vorfall.

## Biografie

### Die frühen Jahre
Schwab wurde 1853 im fränkischen Kissingen (heute: Bad Kissingen) geboren. Er war von Beruf Buchbinder. Schwab wanderte 1879 in die Vereinigten Staaten aus und lebte abwechselnd in Chicago, Milwaukee und im Westen der USA, bevor er sich 1881 endgültig in Chicago niederließ.
Schwab war mit der Schwester von Rudolph Schnaubelt (1863–1901) verheiratet, einem Chicagoer Anarchisten, von dem viele glaubten, dass er tatsächlich die Bombe auf Haymarket geworfen hatte. Zusammen hatte das Paar drei Kinder.

### Aktivismus
Schon vor seiner Emigration in die USA wurde Schwab Aktivist, nachdem er Artikel für mehrere radikale deutsche Zeitungen geschrieben hatte. 1872 trat er in die Sozialdemokratische Partei Deutschlands ein. In den USA engagierte er sich in der Arbeiterbewegung, trat zunächst der Socialist Labor Party und später der Internationalen Arbeiterassoziation bei und half bei der Gründung der North-Side Group-Fraktion dieser Organisation. Er begann zu schreiben und wurde schließlich Mitherausgeber der Chicagoer Arbeiter-Zeitung, einer anarchistischen Zeitung für deutsche Einwanderer. Er war sehr aktiv in der Achtstundentagsbewegung.

### Haymarket
In der Nacht des 4. Mai 1886 verließ Schwab das Büro der Arbeiter-Zeitung und hielt an der Haymarket-Versammlung an, um nach seinem Mitherausgeber August Spies zu suchen. Da er ihn nicht fand, sprach Schwab kurz mit seinem Schwager Rudolph Schnaubelt, der später beschuldigt wurde, der Bombenwerfer gewesen zu sein.
Schwab sagte aus, er sei nicht länger als fünf Minuten auf dem Haymarket gewesen. Er verließ den Ort, um auf einer Versammlung der Arbeiter der Deering Reaper Works an der Ecke Fullerton und Clybourn Street zu sprechen. Hier blieb er während des Bombenangriffs und verließ den Ort, um direkt nach Hause zu gehen.
Schwab wurde zusammen mit den anderen sechs Haymarket-Randalierern verhaftet, während Albert Parsons sich selbst stellte. Vom  Gericht wurde er zusammen mit seinen Mitangeklagten zum Tode verurteilt, Oscar Neebe zu 15 Jahren Gefängnis.

### Begnadigung und spätere Jahre
Schwab schrieb an den Gouverneur von Illinois, Richard James Oglesby, und am 10. November 1887 wandelte Oglesby seine Strafe zusammen mit der von Samuel Fielden in lebenslange Haft um. Er saß sechs Jahre im Gefängnis von Joliet, bevor er am 26. Juni 1893 vom nunmehrigen Gouverneur von Illinois, John Peter Altgeld, begnadigt wurde. Nach seiner Entlassung schrieb er weiter für die Arbeiter-Zeitung und eröffnete ein Schuhgeschäft, in dem er auch Bücher über Arbeiterrechte verkaufte, aber sein Gesundheitszustand war seit seiner Entlassung aus dem Gefängnis schlecht und der Laden ging in Konkurs. 
In seinen letzten Lebensjahren wandte sich Schwab von der anarchistischen Doktrin ab und  dem internationalen Sozialismus zu, sprach und schrieb in Opposition zur Vorstellung einer gewaltsamen Revolution.

### Tod und Vermächtnis
Schwab litt in seinen letzten Lebensjahren unter Darm- und Lungenproblemen, weshalb er am 12. November 1897 in das Krankenhaus der Alexianerbrüder in Chicago eingeliefert wurde. Er blieb die letzten sieben Monate seines Lebens im Krankenhaus und unterzog sich Mitte Mai 1898 einer Operation, in dem vergeblichen Versuch, sein Schicksal abzuwenden. Schwab starb am Morgen des 29. Juni 1898 um 3:30 Uhr an seinem chronischen inneren Leiden. Er war zum Zeitpunkt seines Todes 44 Jahre alt.
Die Vorbereitungen für Schwabs Beerdigung wurden vom Social Turnverein of Chicago übernommen, der Pläne für die Einäscherung von Schwabs Leichnam unmittelbar nach seinem Tod auf dem Graceland Cemetery in Chicago ankündigte. Schwab wurde am Morgen des 6. Juli eingeäschert, wobei seine Asche seiner Witwe übergeben wurde, damit sie nach Belieben darüber verfügen konnte.
Ein Denkmal für Schwab wurde auf dem Waldheim-Friedhof in Forest Park, Illinois, errichtet, wo es neben den Grabstätten anderer Haymarket-Märtyrer am Haymarket Martyrs’ Monument steht.